# María Eugenia Rubio (futbolista)
María Eugenia Rubio Ríos, más conocida como La Peque, es una futbolista mexicana reconocida como una de las pioneras en el futbol femenil. En la tabla de la mejor jugadora del siglo de CONCACAF de la Federación Internacional de Historia y Estadística de Fútbol es reconocida, en octavo lugar, por debajo de Michelle Akers, Mia Hamm, Alicia Vargas, Julie Foudy, Carin Jennings-Gabarra, Joy Fawcett y Kristine Lilly.

## Trayectoria
A finales de los años 60 fue seleccionada nacional el TRI Femenino, en la década de los 70 brilló en los dos primeros mundiales femeninos Italia 1970 (tercer lugar)  y México 1971 (segundo lugar), que no fueron reconocidos por la FIFA. Estuvo a punto de no jugar la final por exigir una mejor remuneración económica. La Peque Rubio fue la primera seleccionada nacional en marcar un gol en las dos ediciones mundialistas. Junto con Alicia la Pelé Vargas, destacaron como jugadoras mundialistas y cabezas de la selección mexicana. Existen algunos documentales que reflejan el logro de la selección mexicana femenil, uno de ellos es el de Tan cerca de las nubes 2023 dirigido por Manuel Cañibe, que fue presentado en el Festival Internacional de cine de Morelia.

## Reconocimientos
En 2018 se convirtió en la primera mujer mexicana en ingresar al Salón de la Fama del Fútbol.
En honor al desempeño de las futbolistas mexicanas, el 15 de agosto se instituyó como el día nacional de la mujer Futbolista por parte del Senado de la República.

## Participaciones en el Campeonato Mundial Femenil
| Mundial                                      | Sede   | Resultado    | Partidos | Goles |
| -------------------------------------------- | ------ | ------------ | -------- | ----- |
| Campeonato Mundial Femenil de Fútbol de 1970 | Italia | Tercer lugar | 4        | 2     |
| Campeonato Mundial Femenil de Fútbol de 1971 | México | Subcampeón   | 4        | 2     |